# Ugo Zampetti
Ugo Zampetti (Roma, 23 dicembre 1949) è un funzionario italiano, segretario generale della Camera dei deputati dall'11 novembre 1999 fino al 31 dicembre 2014, segretario generale della presidenza della Repubblica dal 16 febbraio 2015.

## Biografia

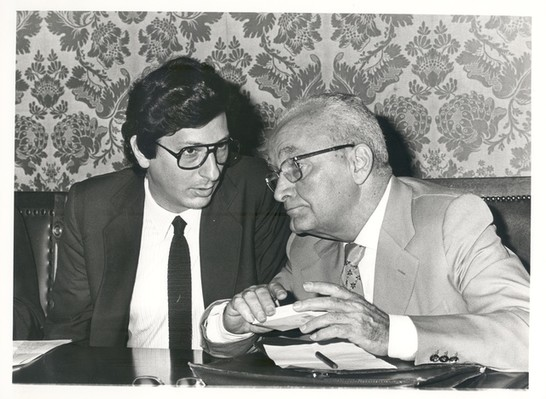
Ugo Zampetti a sinistra, con Massimo Severo Giannini, negli anni settanta.

Figlio di Enrico, bibliotecario e poi direttore della Biblioteca del Senato, si laureò in Giurisprudenza nel 1973 all'Università di Roma "La Sapienza" con una tesi di diritto costituzionale. Suo relatore fu il professor Leopoldo Elia, con il quale Zampetti collaborerà dopo la laurea. È inoltre autore di diverse pubblicazioni e contributi sul procedimento legislativo, il diritto parlamentare e le funzioni delle burocrazie parlamentari.

### Incarichi presso gli uffici della Camera dei deputati
Nel 1976 è assunto alla Camera dei deputati e, dopo una prima esperienza nel servizio resoconti parlamentari, nel 1979 viene nominato segretario della VII commissione (istruzione e belle arti). Dal 1982 al 1990 è stato segretario della I commissione (affari costituzionali).
Dal 1990 al 1991 ha svolto l'incarico di capo dell'Ufficio ricerche e documentazione istituzionale del Servizio studi. Dal 1991 al 1994 è stato capo dell'Ufficio della segreteria generale per il controllo amministrativo. Successivamente, dopo un periodo alla direzione dell'Ufficio programmazione e coordinamento legislativo, nel settembre del 1995, è nominato capo del servizio assemblea.

### Segretario generale della Camera
L'11 novembre 1999 è nominato segretario generale della Camera dei deputati, collaborando con gli uffici di presidenza presieduti da Luciano Violante, Pier Ferdinando Casini, Fausto Bertinotti, Gianfranco Fini e Laura Boldrini nelle rispettive legislature.
In veste di segretario generale ha promosso, a partire dal 2000, la riorganizzazione delle strutture amministrative della Camera, cercando di integrare diverse strutture e di creare occasioni di cooperazione con le istituzioni e i cittadini.
Come segretario generale è stato a capo del personale e aveva l'incarico di rappresentante legale della Camera. Percepiva uno stipendio di 478.000 euro lordi all'anno, più un'indennità netta mensile di 662,02 euro.
Nel dicembre 2014 lascia l'incarico di segretario generale della Camera dei deputati avendo raggiunto i 65 anni di età.

### Segretario generale della presidenza della Repubblica

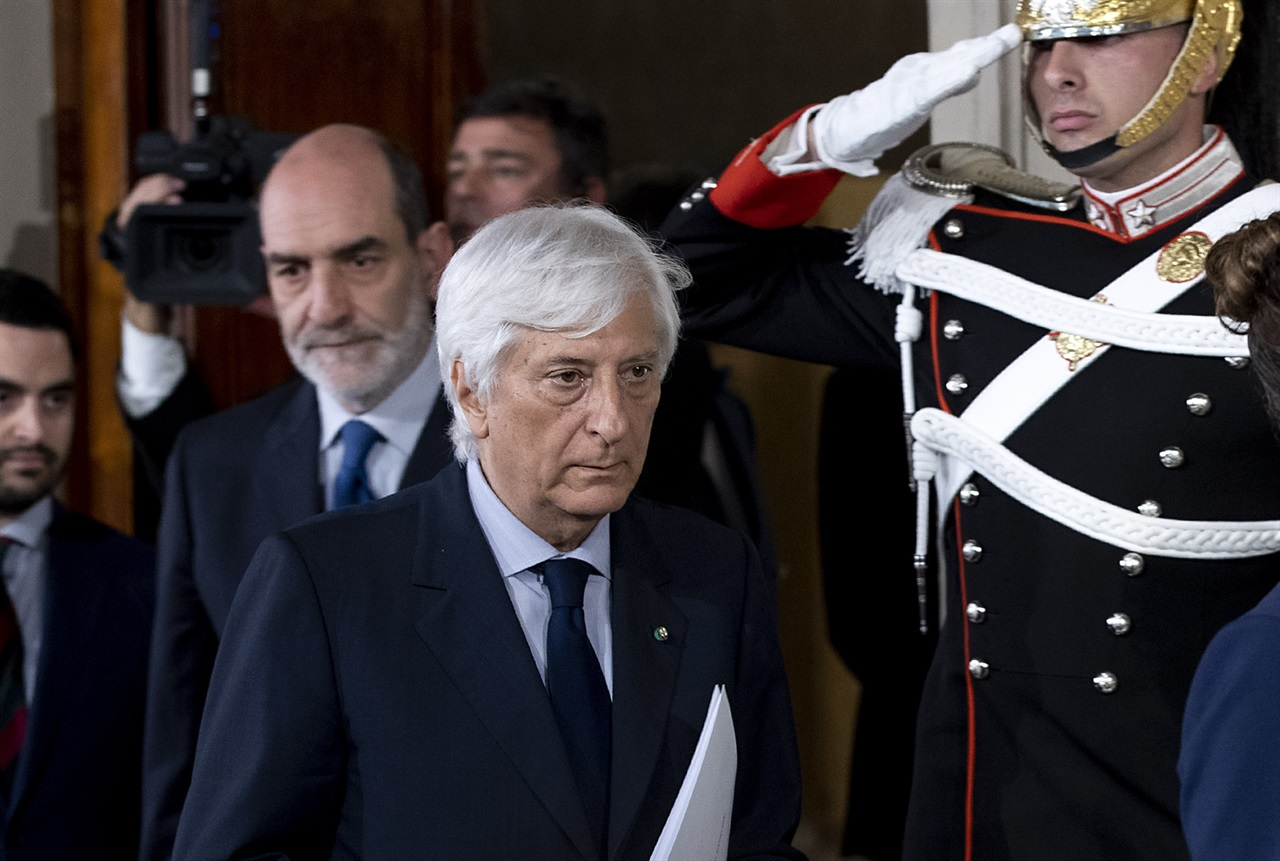
Zampetti con Giovanni Grasso al termine dell'incontro del Presidente Sergio Mattarella con Giuseppe Conte

Il 16 febbraio 2015 è stato scelto dal presidente della Repubblica Sergio Mattarella come segretario generale della presidenza della Repubblica in sostituzione di Donato Marra. L'incarico di Zampetti è previsto senza compensi. Il 3 febbraio 2022 è riconfermato nella carica in seguito alla rielezione del presidente Sergio Mattarella.